# Clinochaeta brachyciliata
Clinochaeta brachyciliata är en tvåvingeart som beskrevs av Borgmeier 1923. Clinochaeta brachyciliata ingår i släktet Clinochaeta och familjen puckelflugor. Inga underarter finns listade i Catalogue of Life.